# 시편 5편
시편 5편은 다섯 번째 시편이다. 라틴어로 "Verba mea auribus percipe Domine"으로 알려져 있다. 이 시편은 전통적으로 다윗이 지은 것으로 여겨진다. 의인이 고통으로부터의 자유뿐만 아니라 산만함 없이 자신이 하나님을 섬길 수 있도록 구원을 위해 기도하는 방법을 반영한다. NKJV 버전은 "지도를 위한 기도(A Prayer for Guidance)"라는 제목을 붙였다.
시편은 유대교, 가톨릭, 루터교, 성공회 및 기타 개신교 전례의 정규 부분이다.

## 내용
1 여호와여 나의 말에 귀를 기울이사 나의 심정을 헤아려 주소서
2 나의 왕, 나의 하나님이여 내가 부르짖는 소리를 들으소서 내가 주께 기도하나이다
3 여호와여 아침에 주께서 나의 소리를 들으시리니 아침에 내가 주께 기도하고 바라리이다
4 주는 죄악을 기뻐하는 신이 아니시니 악이 주와 함께 머물지 못하며
5 오만한 자들이 주의 목전에 서지 못하리이다 주는 모든 행악자를 미워하시며
6 거짓말하는 자들을 멸망시키시리이다 여호와께서는 피 흘리기를 즐기는 자와 속이는 자를 싫어하시나이다
7 오직 나는 주의 풍성한 사랑을 힘입어 주의 집에 들어가 주를 경외함으로 성전을 향하여 예배하리이다
8 여호와여 나의 원수들로 말미암아 주의 의로 나를 인도하시고 주의 길을 내 목전에 곧게 하소서
9 그들의 입에 신실함이 없고 그들의 심중이 심히 악하며 그들의 목구멍은 열린 무덤 같고 그들의 혀로는 아첨하나이다
10 하나님이여 그들을 정죄하사 자기 꾀에 빠지게 하시고 그 많은 허물로 말미암아 그들을 쫓아내소서 그들이 주를 배역함이니이다
11 그러나 주께 피하는 모든 사람은 다 기뻐하며 주의 보호로 말미암아 영원히 기뻐 외치고 주의 이름을 사랑하는 자들은 주를 즐거워하리이다
12 여호와여 주는 의인에게 복을 주시고 방패로 함 같이 은혜로 그를 호위하시리이다

### 히브리어 버전
| 절 | 내용                                                              |
| -- | ----------------------------------------------------------------- |
| 1  | .לַמְנַצֵּחַ אֶל-הַנְּחִילוֹת, מִזְמוֹר לְדָוִד                                     |
| 2  | .אֲמָרַי הַאֲזִינָה יְהוָה; בִּינָה הֲגִיגִי                                     |
| 3  | .הַקְשִׁיבָה, לְקוֹל שַׁוְעִי--מַלְכִּי וֵאלֹהָי: כִּי-אֵלֶיךָ, אֶתְפַּלָּל                    |
| 4  | .יְהוָה--בֹּקֶר, תִּשְׁמַע קוֹלִי; בֹּקֶר אֶעֱרָךְ-לְךָ, וַאֲצַפֶּה                         |
| 5  | .כִּי, לֹא אֵל חָפֵץ רֶשַׁע אָתָּה: לֹא יְגֻרְךָ רָע                                |
| 6  | .לֹא-יִתְיַצְּבוּ הוֹלְלִים, לְנֶגֶד עֵינֶיךָ; שָׂנֵאתָ, כָּל-פֹּעֲלֵי אָוֶן                  |
| 7  | .תְּאַבֵּד, דֹּבְרֵי כָזָב: אִישׁ-דָּמִים וּמִרְמָה, יְתָעֵב יְהוָה                        |
| 8  | .וַאֲנִי--בְּרֹב חַסְדְּךָ, אָבוֹא בֵיתֶךָ; אֶשְׁתַּחֲוֶה אֶל-הֵיכַל-קָדְשְׁךָ, בְּיִרְאָתֶךָ           |
| 9  | .יְהוָה, נְחֵנִי בְצִדְקָתֶךָ--לְמַעַן שׁוֹרְרָי; הושר (הַיְשַׁר) לְפָנַי דַּרְכֶּךָ             |
| 10 | .כִּי אֵין בְּפִיהוּ, נְכוֹנָה--קִרְבָּם הַוּוֹת: קֶבֶר-פָּתוּחַ גְּרֹנָם; לְשׁוֹנָם, יַחֲלִיקוּן    |
| 11 | :הַאֲשִׁימֵם, אֱלֹהִים-- יִפְּלוּ, מִמֹּעֲצוֹתֵיהֶם .בְּרֹב פִּשְׁעֵיהֶם, הַדִּיחֵמוֹ-- כִּי-מָרוּ בָךְ  |
| 12 | ;וְיִשְׂמְחוּ כָל-חוֹסֵי בָךְ, לְעוֹלָם יְרַנֵּנוּ-- וְתָסֵךְ עָלֵימוֹ .וְיַעְלְצוּ בְךָ, אֹהֲבֵי שְׁמֶךָ |
| 13 | .כִּי-אַתָּה, תְּבָרֵךְ צַדִּיק: יְהוָה--כַּצִּנָּה, רָצוֹן תַּעְטְרֶנּוּ                       |

## 문맥
시편 5편은 악기인 피리를 사용한다. 시편 4편은 악기, 현 또는 "현악기"를 사용하는 첫 번째 시편이다.
11절에서 하나님의 이름이라는 새로운 주제가 소개된다.
그러나 주께 피하는 모든 사람은 다 기뻐하며 주의 보호로 말미암아 영원히 기뻐 외치고 주의 이름을 사랑하는 자들은 주를 즐거워하리이다
이것은 모두 "하나님의 이름"에 대해 말하는 다섯 편의 시편(시편 5-9편) 중 첫 번째이며, 아홉 구절은 다양한 측면, 즉 시편 5:11, 시편 6:5, 시편 7:17, 시편 8을 말한다. 1, 시 8:9, 시 9:2, 시 9:5 및 시 9:10. 시편의 다양한 유형의 흐름은 O. 팔머 로버트슨과 같은 다양한 저자에 의해 탐구된다.